# Demais
Demais é um álbum de estúdio do cantor, compositor e instrumentista cearense Raimundo Fagner lançado pelo selo BMG em 1993.

## Faixas
1. "Vingança"
2. "Gente Humilde"
3. "Alguém Como Tu"
4. "Minha Namorada"
5. "João Valentão"
6. "Eu Sei Que Vou Te Amar"
7. "Dindi"
8. "Manhã de Carnaval"
9. "Nunca"
10. "Ronda"
11. "Brigas"
12. "Da Cor do Pecado"
13. "Demais"
14. "Folha Morta"